# Liste des présidents de la région de Murcie
Cet article dresse la liste des titulaires du poste de président de la région de Murcie depuis l'approbation de la loi organique du 9 juin 1982 établissant le statut d'autonomie de la communauté autonome, jusqu'à aujourd'hui.

## Liste
| Président | Président              | Dates                                                     | Parti     | Remarque                                                                                                  |
| --------- | ---------------------- | --------------------------------------------------------- | --------- | --- |
|           | Andrés Hernández Ros   | 16 juin 1983 - 31 mars 1984 (9 mois et 15 jours)          | PSRM-PSOE | Démission à la suite d'un scandale politique                                                              |
|           | Carlos Collado         | 31 mars 1984 – 3 mai 1993 (9 ans, 1 mois et 2 jours)      | PSRM-PSOE | Démission à la suite d'un scandale politique                                                              |
|           | María Antonia Martínez | 3 mai 1993 – 4 juillet 1995 (2 ans, 2 mois et 1 jour)     | PSRM-PSOE | Première femme à diriger un gouvernement en Espagne Première socialiste à perdre les élections régionales |
|           | Ramón Luis Valcárcel   | 4 juillet 1995 – 9 avril 2014 (18 ans, 9 mois et 5 jours) | PPRM      | Record de longévité Doyen des présidents autonomes de 2009 à 2014                                         |
|           | Alberto Garre          | 9 avril 2014 – 3 juillet 2015 (1 an, 2 mois et 24 jours)  | PPRM      | N'est pas investi pour les élections de 2015                                                              |
|           | Pedro Antonio Sánchez  | 3 juillet 2015 - 22 avril 2017 (1 an, 9 mois et 19 jours) | PPRM      | Démission à la suite d'un scandale politique                                                              |
|           | María Dolores Pagán    | 22 avril 2017 – 3 mai 2017 (11 jours)                     | PPRM      | Conseillère à la Présidence, présidente par intérim                                                       |
|           | Fernando López Miras   | Depuis le 3 mai 2017 (7 ans, 10 mois et 17 jours)         | PPRM      | Plus jeune titulaire du poste                                                                             |